# Čočkův mlýn
Čočkův mlýn je bývalý vodní mlýn a vodní pila, která se nachází v osadě Pod Dědinou v obci Jindřichov v okrese Přerov v Olomouckém kraji. Mlýn není veřejnosti přístupný a slouží jako obytná budova.

## Další informace
Náhon mlýna tvořila říčka Luha. Vodmí mlýn měl dvě mlýnská kola na svrchní vodu. Během druhé světové války byl mlýn úředně uzavřen a znovu byl zprovozněn až 4. září 1945. V roce 1949 byla odhlášena mlynářská živnost a k 1. lednu 1950 byl ukončen provoz pily. Příjmení mlynářů Bayer, Škarka, Dröhsler (Dresler), Springer, Čoček. O mlýnu byl také natočen krátký televizní dokument.
Mlýn se nachází na katastrálním území Jindřichov u Hranic.

## Galerie

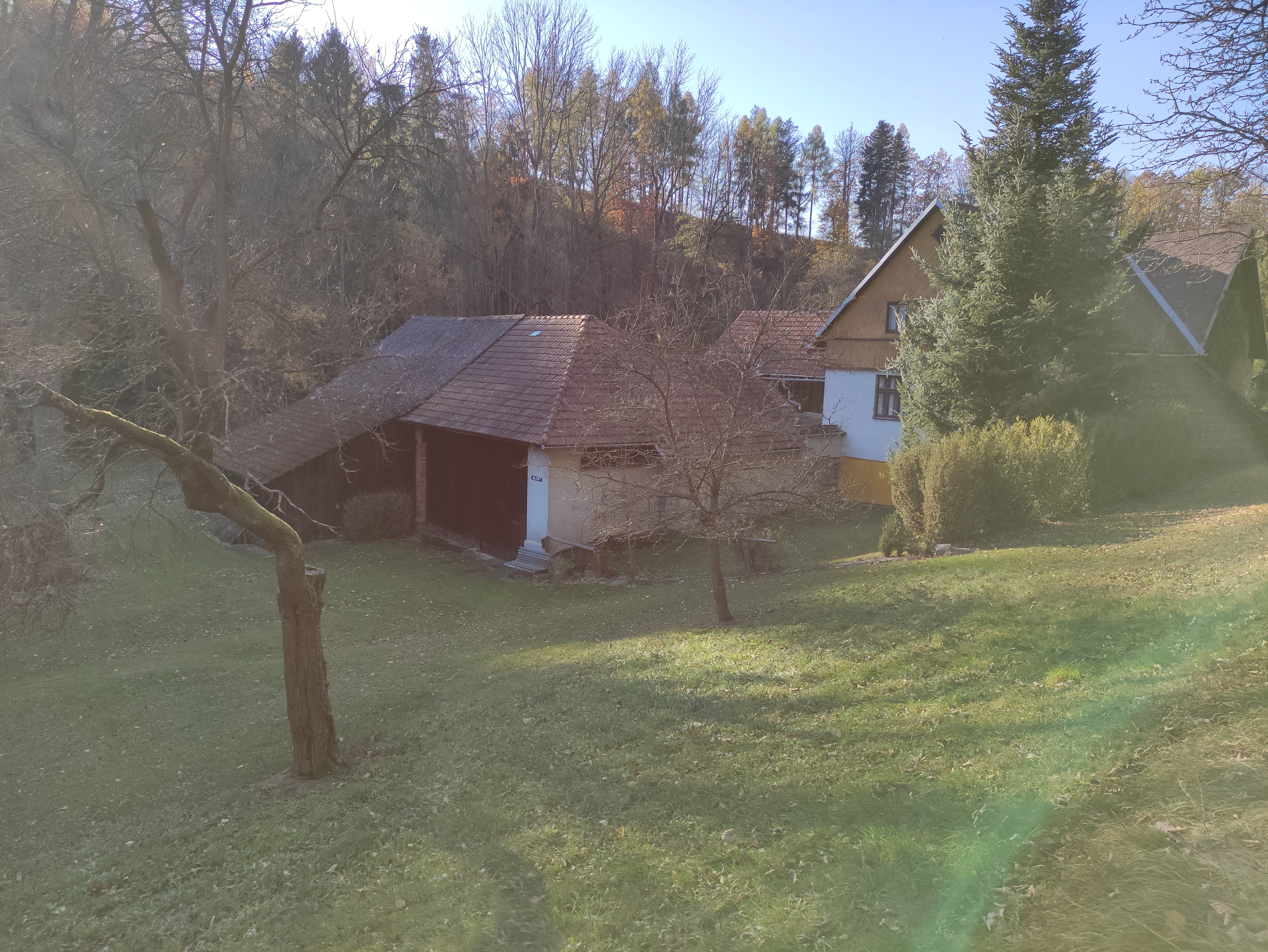